# آی‌ان‌اس دهلی (دی۶۱)
آی‌ان‌اس دهلی (دی۶۱) (به انگلیسی: INS Delhi (D61)) یک کشتی است که طول آن ۱۶۳ متر (۵۳۵ فوت) می‌باشد. این کشتی در سال ۱۹۹۵ ساخته شد.